# Bernard Freyberg
Bernard Freyberg, Barone Freyberg (Richmond upon Thames, 21 marzo 1889 – Windsor, 4 luglio 1963), è stato un generale e politico britannico fu un generale neozelandese durante la seconda guerra mondiale, durante la quale comandò il corpo di spedizione neozelandese nella battaglia di Creta, nella campagna del Nordafrica, nella battaglia di Cassino e nella corsa per Trieste.

## Prima guerra mondiale
Servì nel 1915 a Gallipoli nella campagna dei Dardanelli, dove partecipò alla sepoltura del poeta Rupert Brooke.
Combatté nel 1916, al comando di un battaglione, sulla Somme durante l'omonima battaglia, ove guadagnò la Victoria Cross.

## Seconda guerra mondiale
È da sempre considerato colui che, più di tutti, ha fortemente voluto il bombardamento dell'abbazia di Montecassino, durante la seconda guerra mondiale. Fu anche protagonista della corsa per Trieste nella primavera 1945. Successivamente venne nominato Governatore generale della Nuova Zelanda dal 1946 al 1952.